# Militärischer Abschirmdienst
Militärischer Abschirmdienst, officiellt namn Bundesamt für den Militärischen Abschirmdienst (svenska: myndigheten för militär kontraspionage, BAMAD) är en inhemsk underrättelsetjänst i Tyskland och utför uppgifter som en författningsskyddande myndighet inom försvarsministeriet. Dess uppgifter och rättigheter regleras av lagen om militära kontraspionage tillsammans med författningsskyddslagen och lagen om säkerhetsprövning.